# Ludmila Vančurová
Ludmila Vančurová, rozená Tuhá (14. ledna 1897 Praha – 7. prosince 1983 Praha), byla česká lékařka, manželka spisovatele Vladislava Vančury, o kterém napsala vzpomínkovou knihu.

## Život
Narodila se v rodině pražského učitele Františka Tuhého (1862–1930), a jeho manželky Beatrix, rozené Kopecké (*1871). Byla druhá ze čtyř dětí (další tři sourozenci byli chlapci). Otec byl od roku 1888 učitelem na malostranské měšťanské škole U Matky Boží vítězné, kde se stal i jejím ředitelem. Znal několik jazyků, byl společensky aktivní (v Ústřední matici školské) a byl autorem odborné publikace. Přestože se snažil rodinu zabezpečit, vzpomínala Ludmila Vančurová na své válečné mládí jako na chudé. V roce 1916 začala studovat na Lékařské fakultě Univerzity Karlovy medicínu. Zde se také seznámila se studentem stejného ročníku Vladislavem Vančurou (který byl o šest let starší, maturoval až ve 24 letech), s nímž se během studia sblížila. Oba promovali společně v roce 1921. Po promoci měli v Praze civilní sňatek a nastoupili lékařskou službu ve Zbraslavi u Prahy. V roce 1923 se jim narodila dcera Alena (provdaná Santarová), pozdější spisovatelka. Koncem 20. let si ve Zbraslavi postavili dům. Vladislav Vančura se věnoval výhradně spisovatelskému povolání, zatímco jeho žena pokračovala v lékařské praxi. Mezi její lékařské aktivity patřila také dlouholetá činnost v předválečném spolku Ochrana matek a dětí, kde se věnovala v první řadě zdravotně výchovné činnosti mezi matkami.
V domě na Zbraslavi byl její muž v květnu 1942 zatčen gestapem a 1. června 1942 na Kobyliské střelnici popraven. Tímto okamžikem končí i paměti jeho ženy Dvacet šest krásných let.
Aktivně se zúčastnila květnového povstání v roce 1945 jako zdravotnice. Po válce se stala zakladatelkou a první ředitelkou Ústavu zdravotní výchovy a od roku 1952 řídila Výzkumný ústav zdravotnické osvěty. V únoru 1948 podepsala výzvu prokomunistické inteligence Kupředu, zpátky ni krok!, jež byla publikována dne 25. února 1948 pro podporu komunistického převratu. Z dohledatelných dokumentů však vyplývá, že její životní cíle byly odborné, zaměřené na zdravotnickou osvětu. V roce 1957 obdržela Řád práce; v roce 1962 jí vláda na návrh ministra zdravotnictví udělila titul Zasloužilý lékař.
Praxi lékaře ukončila v roce 1965. V roce 1967 zemřela její dcera Alena Santarová. Ludmila Vančurová se dožila 86 let, zemřela v penzionu v Dejvicích.

## Literární dílo
Napsala vzpomínkovou knihu "Dvacet šest krásných let". V ní popsala svůj život, od seznámení s jejím mužem Vladislavem Vančurou až po jeho zatčení a smrt. Věnovala se osobním vzpomínkám a příhodám, popisovala společný život i setkání s přáteli mezi nimiž byli Stanislav Kostka Neumann, Vítězslav Nezval, spisovatel Karel Nový, Ivan Olbracht, Karel Teige nebo Jaromír John. Kniha vyšla v Československém spisovateli v roce 1967 a 1974.
Byla též spoluautorkou učebního textu pro zdravotnické školy Zdravotnická osvěta, vydávaného opakovaně v letech 1955-1962.

## Zajímavost
Jaroslav Seifert ocenil ve svých vzpomínkách osobní kvality Ludmily Vančurové vícekrát. O tom, jak byl svědkem dramatického potvrzení jejích kvalit lékařských – při ošetřování dívky, která byla vážně zraněna při havárii motocyklu, podal očité svědectví:
| „ | Dívka... měla roztříštěné obě nohy a byla tanečnicí. Když oba lékaři zraněnou ošetřovali, požádali mě, abych podržel petrolejovou lampu. ... Když jsem viděl crčet krev, třásla se mi ruka i s lampou. Paní Lída poslala mě pryč a lampy se ujal Vančura. Ale i on byl poněkud rozechvěn. ... Nakonec si musela paní Lída poradit jinak. Byla klidná a rozhodná. | “ |